# Lascaris di Ventimiglia

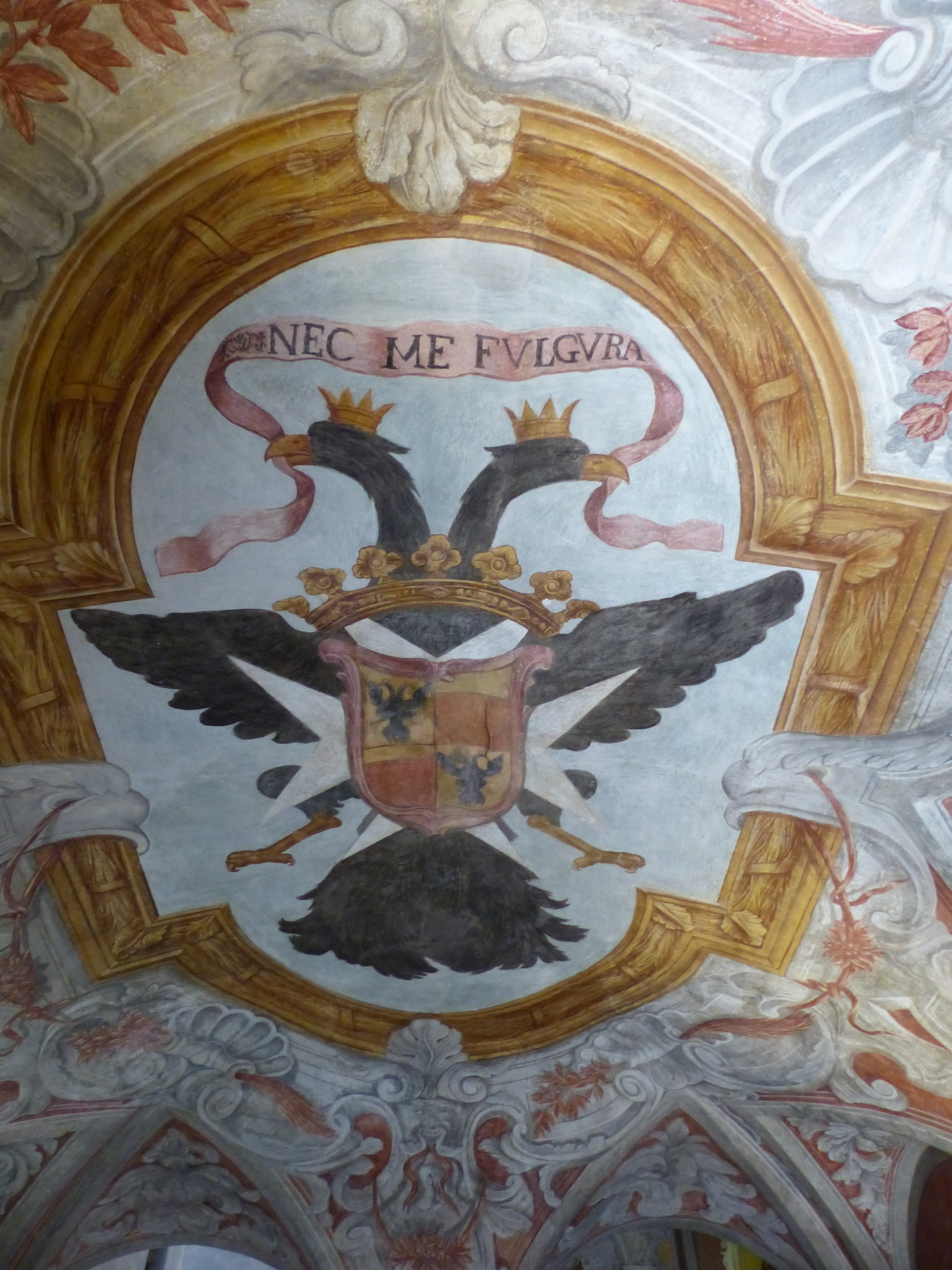
Stemma di Casa Lascaris di Ventimiglia nell'omonimo palazzo di Nizza.

Il Casato dei Lascaris di Ventimiglia costituisce il ramo principale dei Conti di Ventimiglia, originato nel mese di luglio 1261 con il matrimonio, in Costantinopoli, tra Guglielmo Pietro I di Ventimiglia, conte di Ventimiglia, ed Eulogìa Lascaris, figlia dell'imperatore bizantino Teodoro II di Nicea.

## Storia
L'esule Teodoro II Lascaris - secondo un'incerta tradizione sepolto a Nizza dopo il 1258 presso il Dongione ad pedem Sancti Hospitii - fu sposo di Elena, principessa di Bulgaria, da cui ebbe Maria, Teodora, Eudossia-Irene, Teodoro Giovanni e il postumo Emanuele. Maria sposò Niceforo Angelo, despota di Epiro, Etolia e Tessaglia, e successivamente Béla IV d'Ungheria; Teodora sposò Costantino III di Bulgaria.
Guglielmo Pietro I, conte di Ventimiglia, dalla moglie Eudossia ebbe i seguenti figli: Giovanni, la cui figlia Renata fu moglie di Ludovico del Carretto, Giacomo, successore nella Contea di Ventimiglia, e Otto, vescovo di Ventimiglia.
La famiglia di Guglielmo Pietro I, rientrata dall'Oriente, in qualità di ramo primogenitale e principale dei conti, si trasferì a Ventimiglia, poi nel villaggio alpino di Tenda - sede della omonima contea - e nel XIV secolo anche a Nizza, dove venne costruito il Palazzo Lascaris, in rue Droite nella città vecchia, un edificio barocco attualmente sede museale.
Dalla fine del XIII secolo la linea primogenitale dei conti assunse dunque il cognome Lascaris, per il prestigio dovuto al sangue imperiale e ai teorici diritti successori trasmessi dalla porfirogenita Eudossia ai suoi figli. La branca principale dei conti di Ventimiglia fu dunque conosciuta, sino all'estinzione nel XIX secolo, con tale cognome. Ancora oggi, a Torino, si può ammirare Palazzo Lascaris, già sede dei conti di Ventimiglia e poi del Consiglio regionale del Piemonte.

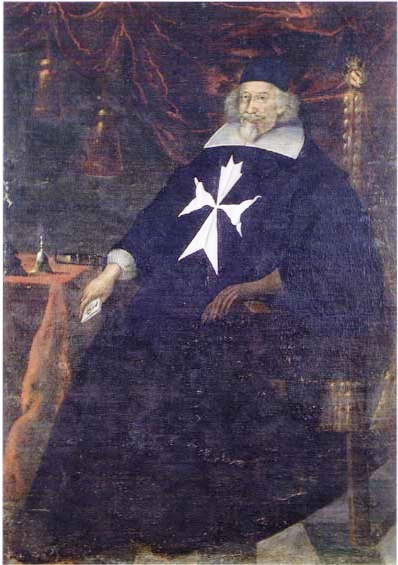
Sua Altezza Eminentissima Giovanni Paolo Lascaris di Ventimiglia e Castellar, gran maestro del Sovrano Militare Ordine di San Giovanni di Malta, principe di Malta (1636-1657), conte di Peglia, signore di Castellar.

## I Lascaris di Ventimiglia nell'autunno del Medioevo
Sino al trattato del 1369 con la regina siciliana Giovanna d'Angiò, contessa di Provenza, i conti di Ventimiglia si considerarono sovrani - e tali furono considerati pur nelle convenzioni con i conti di Provenza - genericamente 'dipendenti' soltanto dall'Impero. Pietro Balbo I di Ventimiglia, esclusivamente a titolo personale, nel 1285 rese omaggio a Carlo II d'Angiò – tra l'altro per lunghi anni prigioniero dei Ventimiglia nella loro rocca di Cefalù - ma nessun omaggio o fedeltà i Ventimiglia prestarono mai per la contea di Ventimiglia e di Tenda. I trattati con Genova – che prevedevano il vassallaggio dei conti - peraltro, eran decaduti, in quanto i Ventimiglia erano stati banditi e privati della città capoluogo della contea. Non solo, nella stessa contea provenzale di Glandevés-Thorame - ottenuta nel 1258 da Guglielmo VI di Ventimiglia in cambio della cessione dei suoi diritti su Ventimiglia – i conti di Provenza mantenevano soltanto una teorica giurisdizione, ristretta ai delitti contro la Chiesa e alle rapine a danno dei mercanti: nessun diritto d'appello contro le sentenze dei conti di Ventimiglia fu ammesso, al di fuori di tale circoscritta casistica. Nel 1354 la regina Giovanna, tra l'altro, riconobbe il diritto dei conti di Ventimiglia al possesso dell'ampia baronia di Beuil e Massoins, occupata dai Grimaldi a seguito di matrimonio con una Balbo di Ventimiglia.
I rapporti di forza e i patti politici mutarono contenuto - a seguito di una sanguinosa guerra – nel 1369, con il trattato che vide per la prima volta i conti di Ventimiglia e Tenda dichiararsi vassalli della contessa-marchesa di Provenza.

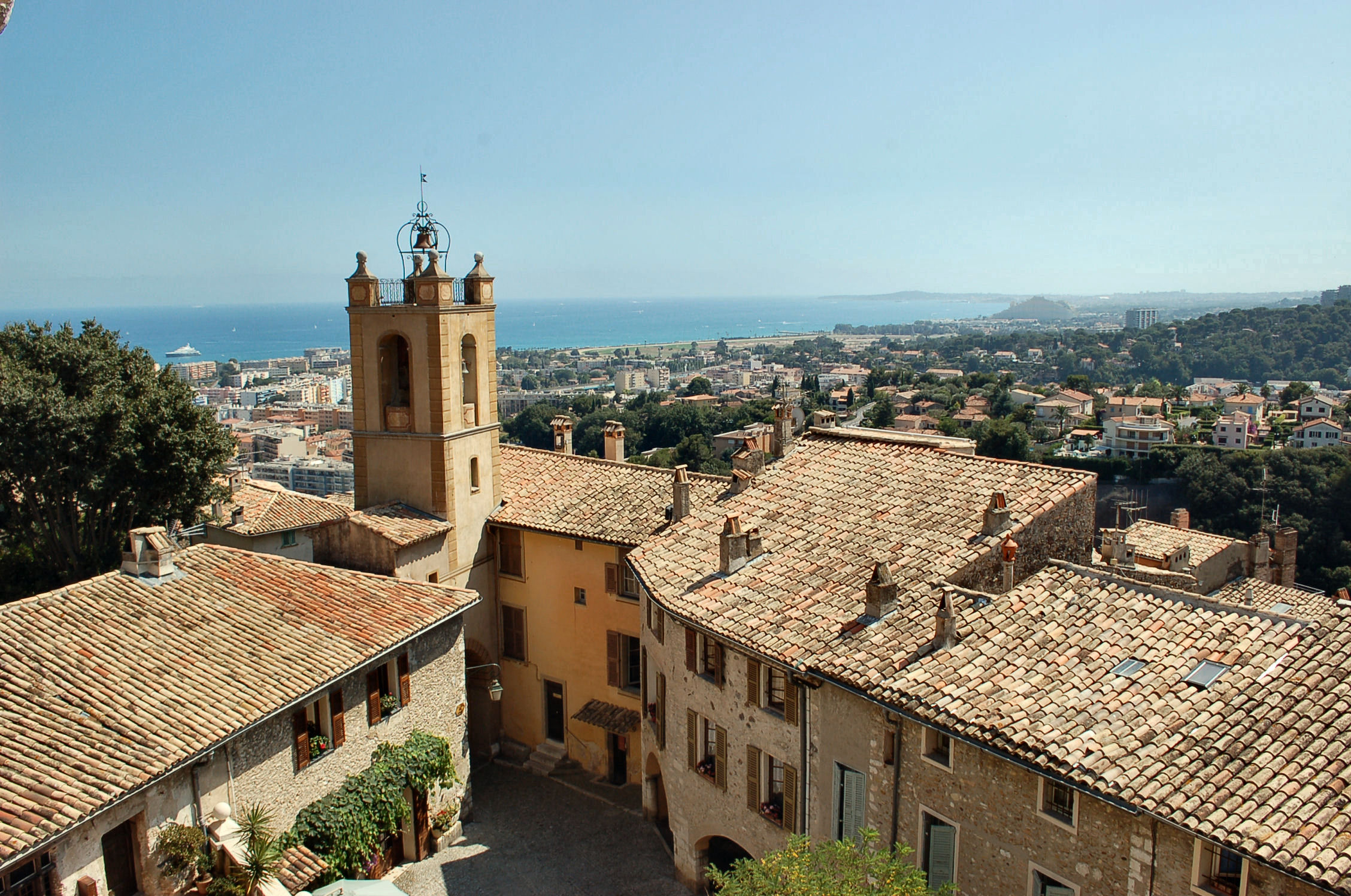
Vista di Cagnes-sur-Mer dal castello dei conti Lascaris di Ventimiglia.

Dopo l'acquisto di Cuneo e Nizza da parte dei Savoia (1381-1388) i rapporti tra Ventimiglia e Angiò si trasformarono radicalmente. Di fronte alla comune minaccia, i conti di Ventimiglia – divisi dal 1369 nei rami di Tenda e Briga – si allearono con la Casa d'Angiò, che li ricompensò con rilevanti incarichi di corte e laute prebende ecclesiastiche. Contemporaneamente, i Ventimiglia aderirono ai marchesi di Monferrato, ai del Carretto, ai Visconti e Sforza di Milano per garantire la propria indipendenza dalla potente Repubblica di Genova e dai Savoia.
Fautori della politica filo-angioina furono dunque il nonno e il padre di Onorato I Lascaris, Pietro Balbo II e Gian Antonio I, quest'ultimo sposo di Francesca Bolleri/Bouliers di Centallo e quindi genero del governatore angioino degli ultimi possessi provenzali al di qua delle Alpi.

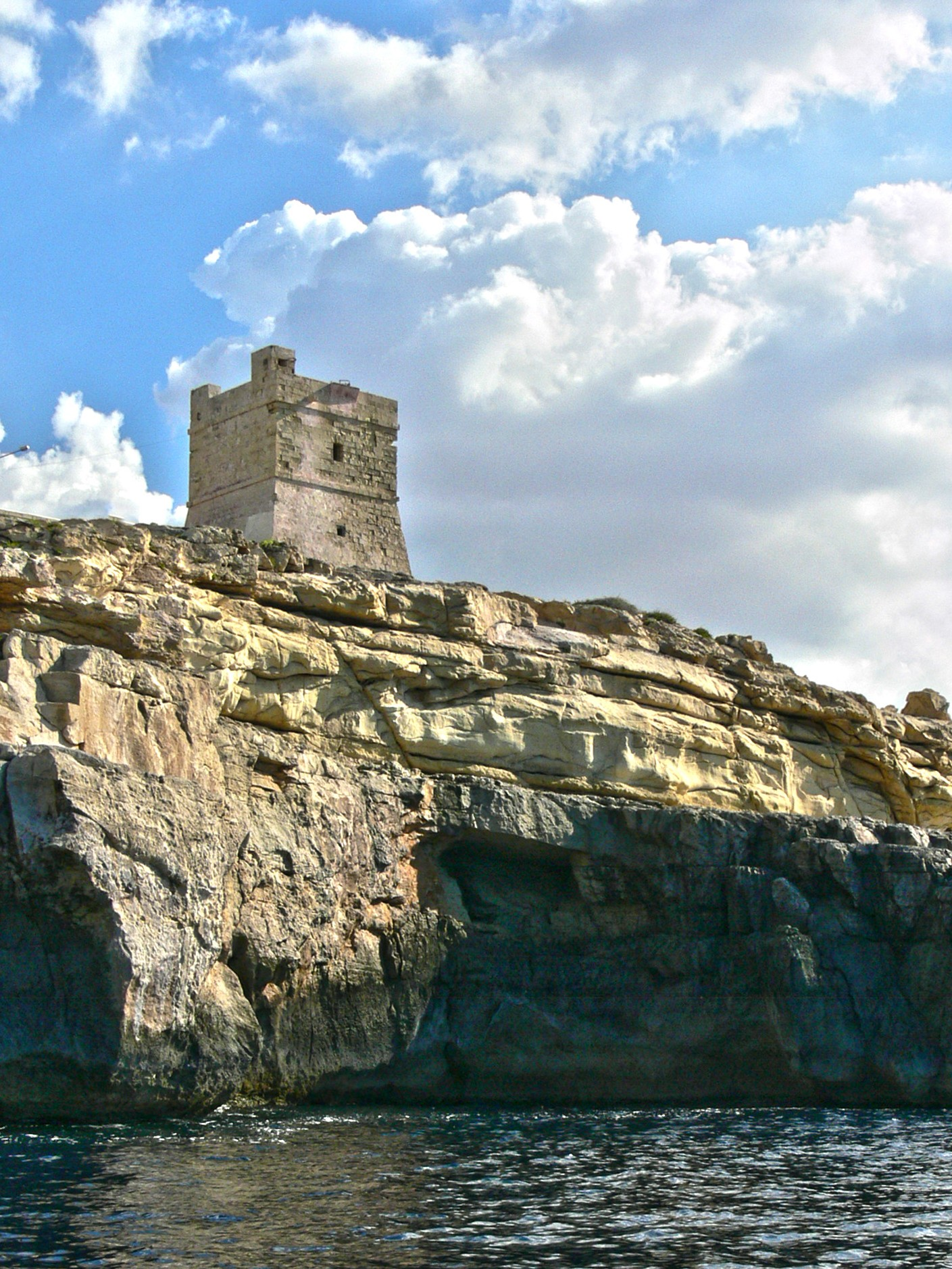
La Torre maltese fatta erigere da Giovanni Paolo Lascaris di Ventimiglia e Castellar, Gran Maestro dell'Ordine di Malta dal 1636 al 1657. Il 29 dicembre 1360, con privilegio regio, Guido Ventimiglia di Geraci - Gonfaloniere del Regno di Sicilia e Capitano della città di Trapani, fu investiro della contea di Malta e Gozo, con piena giurisdizione civile e criminale.

## I secoli XVII-XIX

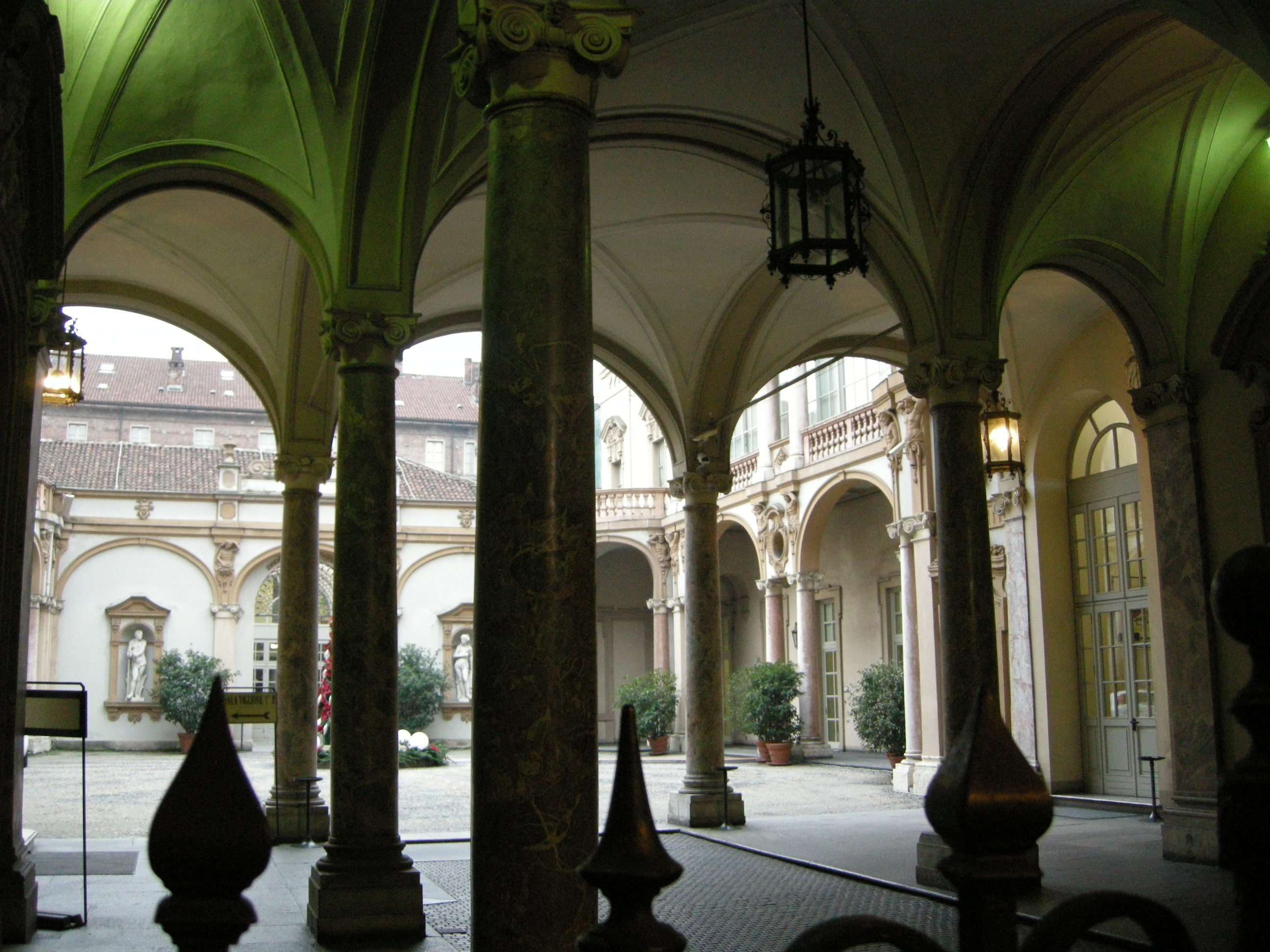
Il cortile interno del Palazzo Lascaris di Ventimiglia in Torino, attuale sede del Consiglio Regionale del Piemonte.

Personaggi più recenti, fra i conti di Ventimiglia, furono Carlo Francesco Ventimiglia du Luc, della linea provenzale dei Visconti di Marsiglia, Giuseppe Lascaris di Ventimiglia-Castellar, ministro di Stato e primo segretario di Stato per gli Esteri nel 1770, nonché viceré di Sardegna, o Agostino, conte dell'Impero francese e, dopo la Restaurazione, presidente dell'Accademia delle Scienze e consigliere di Stato savoiardo.

In tempi più vicini vi fu Giulio Lascaris di Ventimiglia (1767-1833), un agente segreto inviato da Napoleone Bonaparte in missione dal 1799. Questo personaggio è molto poco conosciuto seppur molto interessante, con un ruolo da Lawrence d'Arabia ante litteram. Giulio ha lungamente vissuto e operato nel Vicino Oriente, tra Siria e Giordania, vivendo come un beduino locale e raccogliendo informazioni per Bonaparte. La missione del Lascaris fu quella di infiltrare le tribù locali, assicurarsene la fiducia e unirle contro l'Impero ottomano.

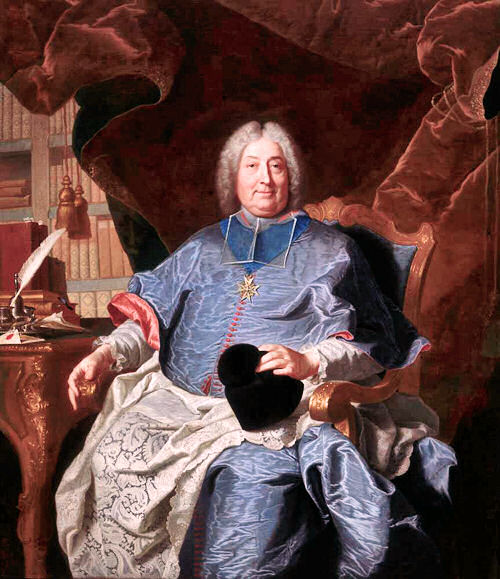
Carlo Gaspare Guglielmo Ventimiglia di Luc, arcivescovo di Parigi, duca di Saint-Cloud e Pari di Francia